# Harald Meurer

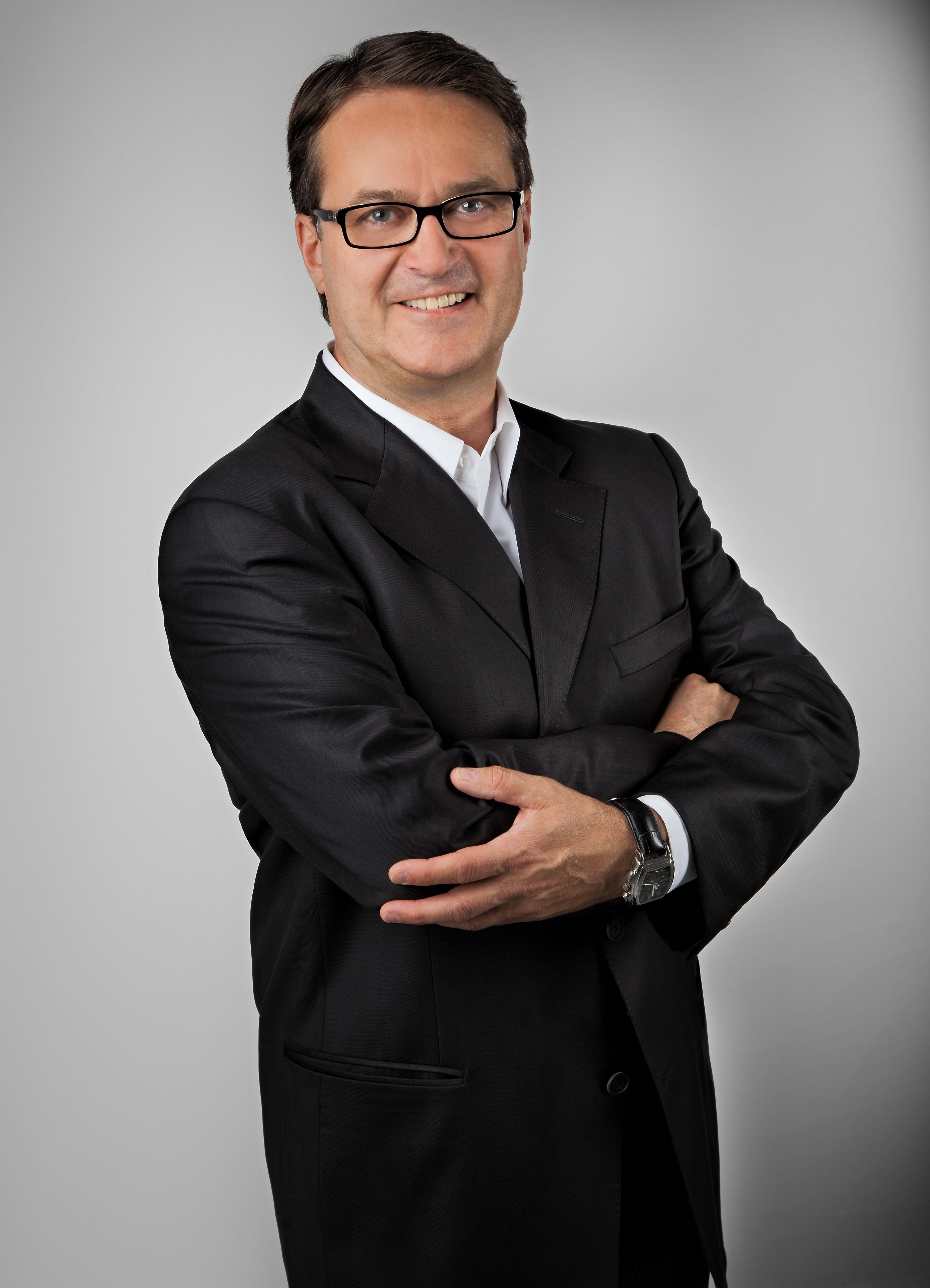
Harald Meurer (2014)

Harald Anton Meurer (* 1959) ist ein deutscher Unternehmer.

## Berufliche Laufbahn
Harald Meurer absolvierte eine kaufmännische und betriebswirtschaftliche Ausbildung und startete  seine berufliche Laufbahn 1985 beim japanischen Musikelektronik-Konzern AKAI als Vertriebsleiter Digital Professional. Danach wechselte er zu dem deutschen Technologieanbieter Hughes & Kettner als International Sales- und Marketing Director. Ab 1991 organisierte er für Sony den Aufbau der Handels- und Vertriebsstruktur in den neuen Bundesländern. Ab 1995 restrukturierte er den Vertrieb des Fassungsbereich beim deutschen Optikunternehmen Rodenstock.
Nach einer Zwischenstation als Geschäftsführer von CTS (heute: CTS Eventim AG) wechselte er in die Digitalbranche. Ab 1998 betrieb Meurer die Gründung und Beteiligung an mehreren Start-ups; so war er Mitgründer von PriceContrast, einem der ersten Preisvergleichsportale in Deutschland. Weitere folgten, wie die Motorsportplattform F1Total (heute: Motorsport-Total).
Ende der 2000er-Jahre gründete Meurer eine Beratungsfirma für mittelständische Unternehmen in Bezug auf die digitale Transformation und den digitalen Markenaufbau. Von 2014 bis 2021 war er zusätzlich geschäftsführender Gesellschafter der Creative Shopping GmbH, einem Technologieunternehmen im Bereich Software as a Service (SaaS) und der Entwicklung von Cashback-Portalen. Anfang 2021 veräußerte er seine Anteile.

## Privates
Harald Meurer ist verheiratet und hat drei Söhne. Er hat drei ältere Geschwister, darunter Ulrich Meurer.

## Soziales Engagement
1999 gründete Meurer den Verein HelpDirect e. V. und entwickelte das erste deutsche Online-Spendenportal HelpDirect.org. Über 2.000 gemeinnützige Vereine präsentieren dort ihre sozialen Projekte in 130 Ländern. Inzwischen nutzen viele gemeinnützige Organisationen die digitale Spendentechnologie von HelpDirect auch auf ihren eigenen Websites. Weitere Charity-Projekte folgten; so rief Meurer 2008 die HelpCard ins Leben, die erste soziale Geschenkkarte im deutschsprachigen Raum zur Unterstützung gemeinnütziger Projekte.

## Auszeichnungen
- 2019: Verdienstorden des Landes Nordrhein-Westfalen[7]
- 2012: Bundesverdienstkreuz am Bande für sein soziales Engagement[8]